# Ronan Gustin
Ronan Gustin (ur. 17 sierpnia 1987 w Fontaine-lès-Dijon) – francuski szpadzista, trzykrotny medalista mistrzostw świata. 
Podczas mistrzostw świata w Katanii w 2011 roku Francuzi w składzie: Ronan Gustin, Gauthier Grumier, Jean-Michel Lucenay i Yannick Borel zdobyli złoty medal w zawodach drużynowych. W tej samej konkurencji zdobywał następnie złoto na mistrzostwach świata w Lipsku (2017) i mistrzostwach świata w Budapeszcie (2019).
Wystartował na igrzyskach olimpijskich w Tokio w 2020 roku, zajmując piąte miejsce drużynowo.
Na igrzyskach europejskich w Baku (2015) zdobył złoty medal drużynowo.
Ponadto zdobył złote medale w turnieju drużynowym na mistrzostwach Europy w Sheffield (2011) i mistrzostwach Europy w Montreux (2015) oraz srebrny na mistrzostwach Europy w Novim Sadzie (2018).